# Pic de Tres Estelles
Ne doit pas être confondu avec Puig de l'Estelle.
Le pic de Tres Estelles est une montagne située dans la partie orientale des Pyrénées, en France.

## Toponymie
Estelles est le pluriel du toponyme catalan Estella, Tres signifiant « trois ». Ce toponyme n'est pas de signification certaine, pouvant désigner aussi bien un taillis qu'une crevasse. Il est de plus parfois confondu avec d'autres mots : « étoile » et « stèle ».
Le nom est identique en français et en catalan. On trouve également pic de les Tres Estelles pour la même signification. L'Institut Cartogràfic i Geològic de Catalunya utilise puig de Tres Esteles.
La différence entre les mots catalans puig et pic est qu'à l'origine puig désignait plutôt un sommet arrondi. Mais pic a souvent remplacé puig sans respecter la distinction.

## Géographie

### Situation
Culminant à 2 099 m, le pic marque un quadripoint entre le communes d'Escaro, Sahorre, Py et Nyer, dans le département des Pyrénées-Orientales.
Le pic de Tres Estelles se situe à l'extrémité nord de la ligne de crête d'un chaînon délimité par les vallées de la Rotjà, de la rivière de Mantet et de la Têt. Sa position dominante sur ces trois vallées  en fait un lieu remarquable, mais il n'est pas le point le plus haut de ce chaînon, étant dépassé par un sommet non nommé de 2 114 m à environ 500 m au sud et par le Serrat de la Menta, à 2 135 m d'altitude, encore 500 m plus loin dans la même direction. 

### Géologie

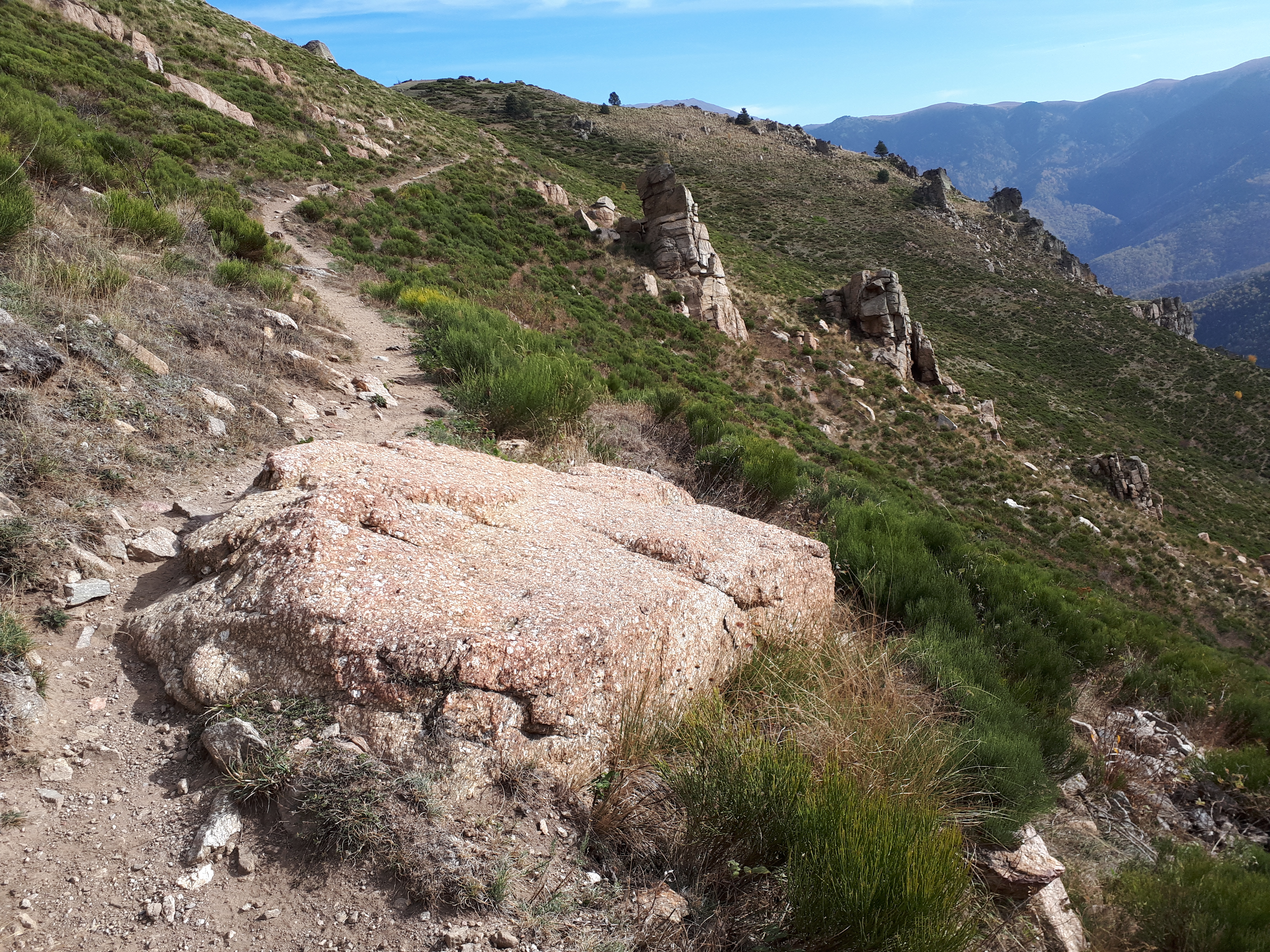
Affleurements d'orthogneiss sur le sentier entre le col de Mantet et le pic de Tres Estelles.

La montagne se trouve près du centre du vaste massif du Canigou-Carança qui, ici, est presque entièrement composé d'orthogneiss, ou métagranite. Cette formation est issue du granite d'une intrusion ignée profonde qui, il y a environ 470 millions d'années, à l'Ordovicien, a fait intrusion dans des formations sédimentaires d'âge cambrien et plus anciennes. Au cours de l'orogenèse hercynienne, il y a environ 300 millions d'années, le granite a été métamorphisé en gneiss. Il a depuis été soulevé par des forces tectoniques et exposé à la surface par l'érosion,.

### Accès
Le sommet n'est desservi par aucune route ni piste. Les points les plus proches accessibles en véhicule sont le col de Mantet, desservi par la route reliant Mantet depuis Sahorre et Py (1 760 m d'altitude) et une piste, suivie par chemin non carrossable qui, depuis Escaro et Nyer, monte jusqu'à 1 590 m.
Cependant, le GRP « Tour des réserves naturelles » permet d'y accéder, soit depuis le col de Mantet (3,8 km de long, 329 m de dénivelé) où il rejoint le GR 10 et le GR 36, soit depuis le village d'Escaro (6,6 km de long, 1 220 m de dénivelé). Un troisième sentier permet de lier le pic à Escaro.

### Écologie et protection
Les flancs méridionaux et occidentaux du pic de Tres Estelles sont protégés par deux ZNIEFF de type 1, respectivement « versant sud du pic de Tres Estelles » et « vallée de Mantet ». Au nord, ils sont boisés, couverts par la forêt communale d'Escaro et la forêt domaniale du Tres Estelles.

## Activités
Au sommet se trouve depuis 1988 une stèle. Depuis 2007, une boîte permet aux visiteurs de laisser leurs impressions par écrit. Il s'agissait au début d'un four à micro-ondes usagé, remplacé en 2019 par un coffre en métal.
Selon l'office de tourisme Conflent Canigó, l'aller-retour au pic depuis le col de Mantet offre une randonnée de niveau moyen, pour une durée de 2 h 45 min parmi une faune et une flore « très riches ». La panorama depuis le pic est qualifié de « saisissant ».
Georges Véron propose une boucle de 1 300 m de dénivelé en 6 h 30 min en partant du cimetière d'Escaro. Son itinéraire suit approximativement le GRP Tour des réserves naturelles jusqu'au pic puis descend par le troisième sentier cité plus haut. Pour lui, « cette belle excursion offre des vues splendides et originales ».

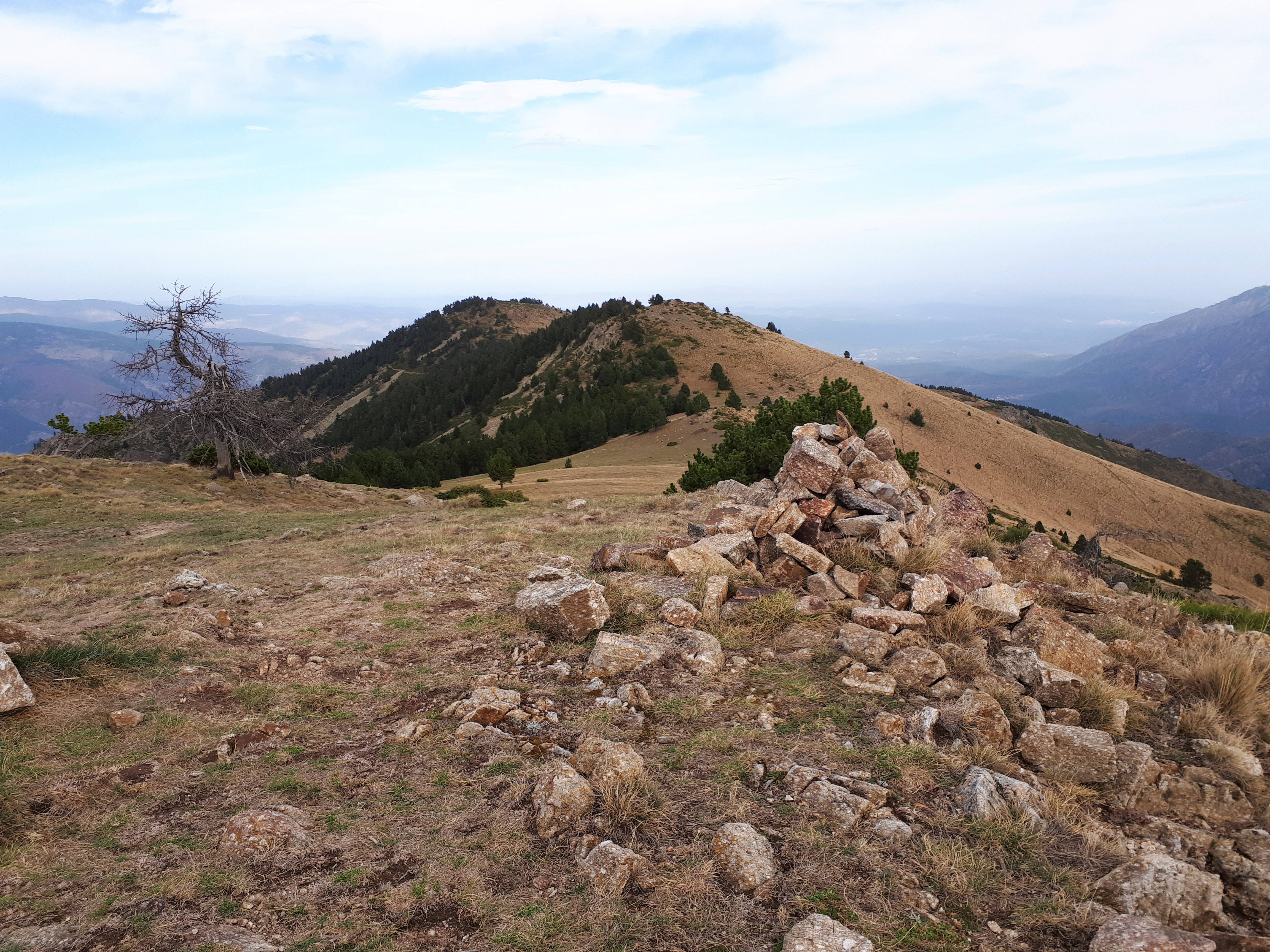
Vue vers le pic de Tres Estelles (au loin) depuis le Serrat de la Menta.
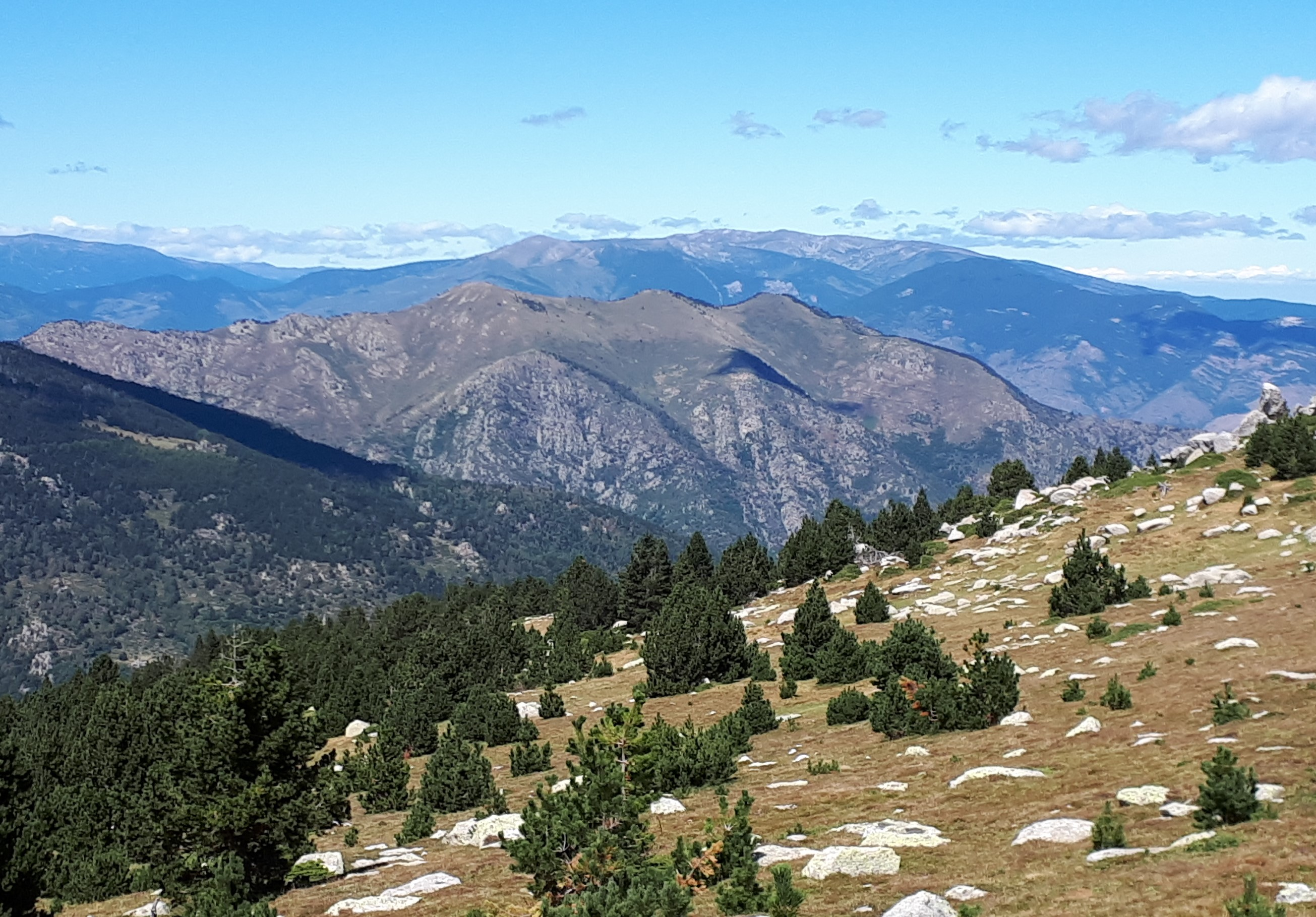
Les Tres Estelles vues du sud. Le pic de Tres Estelles est à droite, et Serrat de la Menta à gauche.
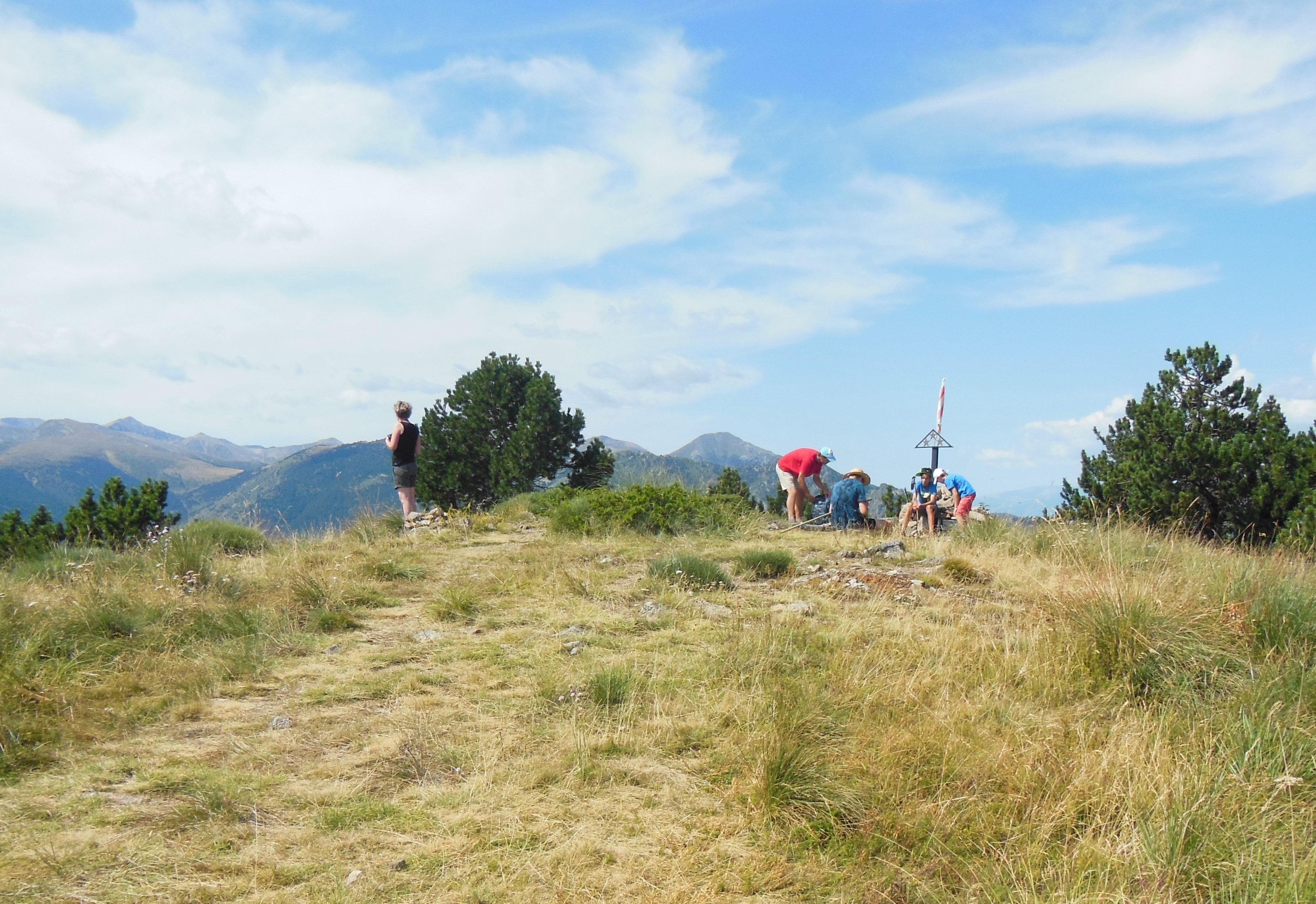
Le sommet du pic.